# Грибний дощ
«Грибний дощ» (рос. «Грибной дождь») — радянська кінодрама 1982 року.

## Сюжет
Після дощу працівники друкарні раннім суботнім ранком, великим колективом, на службовому транспорті виїжджають в ліс за грибами. Збираючись назад, вони недолічуються однієї літньої пасажирки. Пошукавши її трохи і припустивши, що та поїхала раніше додому на попутній машині, всі одноголосним рішенням повертаються в місто. А жінка залишилася в лісі, так як їй стало погано…

## У ролях
- Володимир Заманський —  Михайло Михайлович Воробйов, голова фабкома
- Тетяна Кравченко —  Надя Поліванова
- Ернст Романов —  Олег Григорович Машинцев, інженер
- Катерина Васильєва —  Рая Лапикова, складачка, спортсменка .
- Римма Бикова —  Поліна Викентіївна
- Володимир Гостюхін —  коханець Наді Поливанової
- Борис Іванов —  Андрій Антонович, заступник директора
- Олена Драпеко —  Зоя Іванівна Волошина
- Георгій Дрозд —  Віталій Павлович, виконувач обов'язків директора
- Олександр Потапов —  Вася Бусигін, шофер автобуса
- Олег Корчиков —  чоловік Зої Волошиної
- Олексій Жарков —  Коля Проклов
- Любов Малиновська —  Віра Матвіївна Пушкарьова, пенсіонерка
- Олексій Ванін —  друкар друкарні
- Соня Джишкаріані —  Соня, дочка Проклова

## Знімальна група
- Автор сценарію —  Анатолій Соснін
- Режисер-постановник —  Микола Кошелєв
- Оператор-постановник —  Олексій Гамбарян
- Художник-постановник —  Георгій Карпачов
- Композитор —  Ігор Цвєтков